# Ростовський обласний музей краєзнавства
Ростовський обласний музей краєзнавства — музей у місті Ростові-на-Дону (Велика Садова вул., 79). Заснований в 1937 А. М. Байковим. Музей представляє природу, культуру і історію Ростовської області. Найцікавіша експозиція представлена в залі «Скарби Донських курганів» — 2000 предметів із золота і срібла IV в. до н. е. — VIII в. н. е.
Ростовський краєзнавчий музей - провідний науковий центр з розробки проблем історії, етнографії, матеріальної культури Дона, науково-методичний центр з проблем впровадження регіонального компоненту в загальноосвітній процес. Будинок музею є пам'яткою архітектури обласного значення. Побудовано на початку XX століття для фірми з продажу сільгоспзнарядь.